# S'alcun fia mai che i versi miei negletti
S’alcun fia mai che i versi miei negletti è il sonetto d’apertura della raccolta di rime di Isabella Andreini, pubblicata nel 1601, strutturato in endecasillabi con rime ABBA ABBA CDE CDE.

## Testo
legga, non creda a questi finti ardori; 

ché ne le Scene imaginati amori 

usa a trattar con non leali affetti, 

con bugiardi non men, che finti detti, 

de le Muse spiegai gli alti furori: 

talor piangendo i falsi miei dolori, 

talor cantando i falsi miei diletti; 

e come ne’ Teatri or donna ed ora 

uom fei, rappresentando in vario stile 

quanto volle insegnar Natura ed Arte, 

così la stella mia seguendo ancora, 

di fuggitiva età nel verde aprile 

vergai con vario stil ben mille carte.»
(Isabella Andreini, "Rime")

## Analisi
Il sonetto è rivolto al lettore e raccomanda esso a non “credere ai finti ardori” della finzione scenica. La novità di questo componimento sta nel ribaltamento di un topos della lirica cinquecentesca (in particolar modo quella femminile, come nei casi di Vittoria Colonna e Isabella Morra), ovvero la confessione e l'intensità dei propri sentimenti più intimi e veri. Qui Isabella invece presenta le proprie credenziali prima di tutto come attrice e poi come poetessa, ricordando che gli ardori d’amore che lei porta nel palco e nei suoi sonetti sono in realtà opera di finzione, quindi emozioni effimere, mediante espliciti rimandi alle «Scene [...] Teatri or donna ed ora /uom fei» e alle molteplicità di maschere e ruoli che lei interpreta, sia femminili che maschili, a cui si troverà un rimando negli Amorosi contrasti che l’attrice farà pubblicate postume dal marito Francesco.
Allo stesso tempo, come sarà spesso per altri sonetti del suo Canzoniere, il senso diretto e pratico con cui inserisce continui rimandi alla professione teatrale rende la lirica particolarmente autobiografica in senso divergente a quella petrarchesca, dove l’io del poeta è centrale ma codificato da metafore distanti dai dettagli della vita quotidiana.
Il primo verso è un rimando ad un altro verso introduttivo, il Vere fûr queste gioie e questi ardori di Torquato Tasso, presente nel proemio delle sue Rime amorose (pubblicate per la prima volta nel 1567, più di trent'anni prima delle rime dell'Andreini): se nel Tasso l’onestà dei propri sentimenti è enunciata dal suo ardore, per Andreini la finzione dei suoi furori e dolori elencati nelle prime due quartine viene smascherata attraverso la volta delle terzine.La volontà di screditare la sincerità apparente delle proprie esibizioni da parte dell'Andreini ha l'obiettivo di sottolineare le sue qualità di scrittrice e interprete di innumerevoli ruoli, tanto da risultare convincente allo spettatore ignaro dei suoi spettacoli.
Tema centrale delle Rime, a cui fa capo lo stesso sonetto introduttivo, sono i rimandi alla professione del teatro e alla difesa della sua identità di attrice, volendo sublimare l'importanza della scrittura teatrale alla pari della poesia lirica con la chiusura «vergai con vario stil ben mille carte», difendendosi sia dalle accuse di disdicevole condotta immorale (decenni più tardi il figlio di Isabella, Giovan Battista, dovrà far lo stesso contro le accuse mosse da Federico Borromeo, attraverso le opere Dialogo fra Momo e Verità ed il Teatro Celeste), sia dalla natura effimera del lavoro attoriale, poiché Isabella era un’attrice della Commedia dell’Arte, di cui testi si basavano sull’improvvisazione e non godevano di un testo che ne permettesse la riproducibilità nel tempo.

## Storia e contesto
La pubblicazione del canzoniere di Isabella Andreni, di cui il sonetto fa capo, ha una storia travagliata: dopo alcune prime pubblicazioni sparse in varie antologie, una prima raccolta venne messa alle stampe nel 1601 a Milano, poi a Parigi nel 1603, e dedicata a Cinzio Aldobrandini, mentre la seconda ristampa venne pubblicata un anno dopo la morte della poetessa, nel 1605, sempre con lo stesso dedicatario ma per via dei tipografi Girolamo Bordone e Pietromartire Locarni. Tra le maggiori influenze della Andreini nella stesura delle Rime ci sono, oltre che a Francesco Petrarca e a Torquato Tasso, quelle di Ottavio Rinuccini e Gabriello Chiabrera, a cui l’Andreini stessa dedicherà alcuni componimenti nella parte finale della seconda parte del suo Canzoniere, o risposte a sonetti precedenti dedicati a lei dagli stessi.